# Бенуа, Альберт Николаевич
Альбе́рт Никола́евич Бенуа́ (14 [26] марта 1852, Санкт-Петербург — 16 мая 1936, Париж) — русский живописец-акварелист из семьи Бенуа, сторонник академизма, заметная фигура среди петербургских пейзажистов времён контрреформ и Серебряного века, музейный работник и педагог, архитектор по образованию. Академик (с 1884) и действительный член (с 1894; по новому уставу) Императорской Академии художеств, один из членов-учредителей Общества русских акварелистов (с 1880).

## Биография

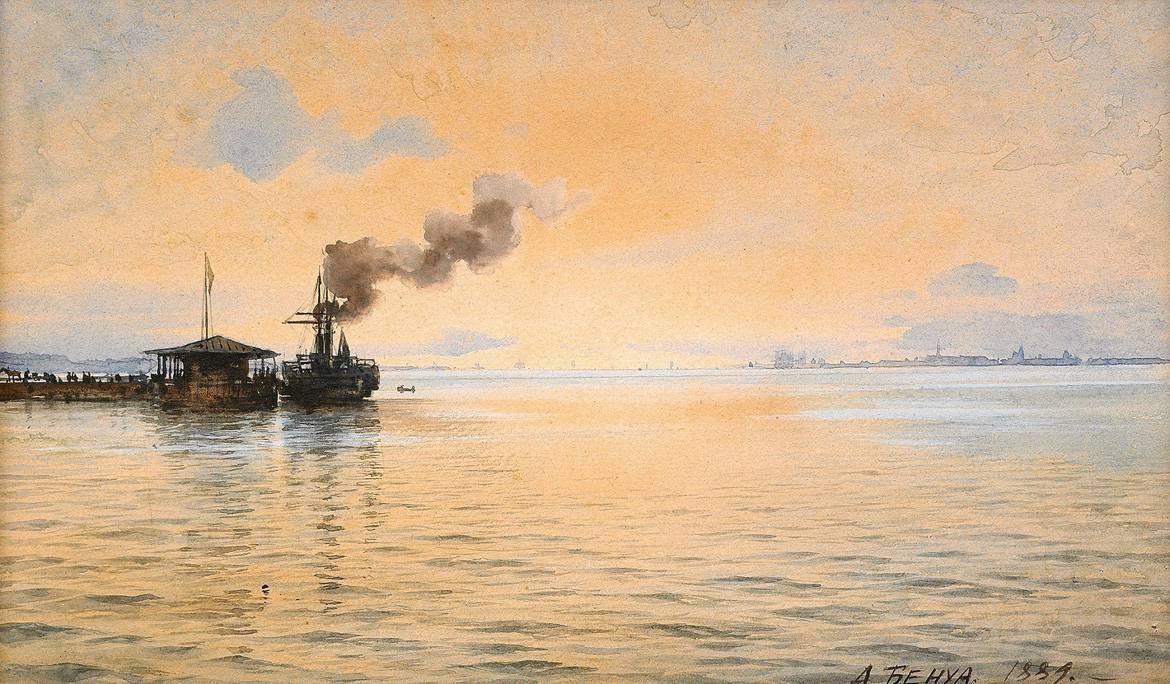
Вид Кронштадта с пирса Петергофа, (1889). Бумага, акварель. Частное собрание.

Родился в Санкт-Петербурге; старший сын архитектора Николая Леонтьевича Бенуа и его жены Камиллы Альбертовны (урождённой Кавос), дочери знаменитого строителя Мариинского театра. Окончил 5-ю Санкт-Петербургскую гимназию (1871).
В 1871–1877 учился в Императорской Академии художеств на архитектурном отделении. Одновременно занимался акварелью под руководством Л. О. Премацци. В 1876 году был удостоен большой поощрительной медали и малой золотой медали за программу «Проект университета»; в 1877-м выпущен из Академии со званием классного художника-архитектора 1-й степени.
В 1875–1876 годах выполнил проект дачи Ц. А. Кавоса в Петергофе. В 1883 году, по приглашению императора Александра III, сопровождал царскую семью в летней экскурсии по финским шхерам на яхте «Царевна».
После окончания Императорской Академии художеств занялся акварельной живописью. В 1883–1885 гг. путешествует по Италии, Франции, Испании для совершенствования в технике акварели. В 1884 году за акварели «Местечко Балье», «Город Сан-Ремо» и другие был удостоен звания академика.
По возвращении в Петербург назначен преподавателем акварели в Императорской Академии художеств; в 1894—1905 — член Совета, с 1894 — действительный член ИАХ. В 1890-х —1910-х много путешествовал, исполнил пейзажи побережья Финского залива, Кавказа, Поволжья, Крыма (в частности, Симеиза), Северной Африки, Средиземноморья, Сибири, Маньчжурии, Китая, Японии, Кореи. Создал обширную серию видов Петербурга и пригородов.
В 1880 году стал одним из основателей Кружка русских акварелистов (с 1887 — Общество русских акварелистов), в 1887—1897 — член Правления Общества, в 1897—1918 — почётный член Общества. Провел персональные выставки в Петербурге (1903, 1909, 1915) и Киеве (1904, 1909). С 1895 года — хранитель Русского музея императора Александра III. С 1897 года — инспектор по художественной части Департамента торговли и мануфактуры.
В 1918 году был назначен заведующим Музеем прикладного искусства Комиссариата торговли и промышленности, участвовал в создании Музея природы северного побережья Невской губы.
В 1924 году эмигрировал в Париж, выехав туда по вызову старшей дочери, оперной певицы Марии Черепниной. В последние годы из-за болезни ног был прикован к постели и находился под опекой дочери и зятя — композитора Н. Н. Черепнина. Умер 16 мая 1936 года в пансионате для больных в предместье Парижа.
Похоронен в парижском пригороде Исси-ле-Мулино.
Произведения Бенуа находятся в Государственном Русском музее, Государственной Третьяковской галерее и других.

### Галерея

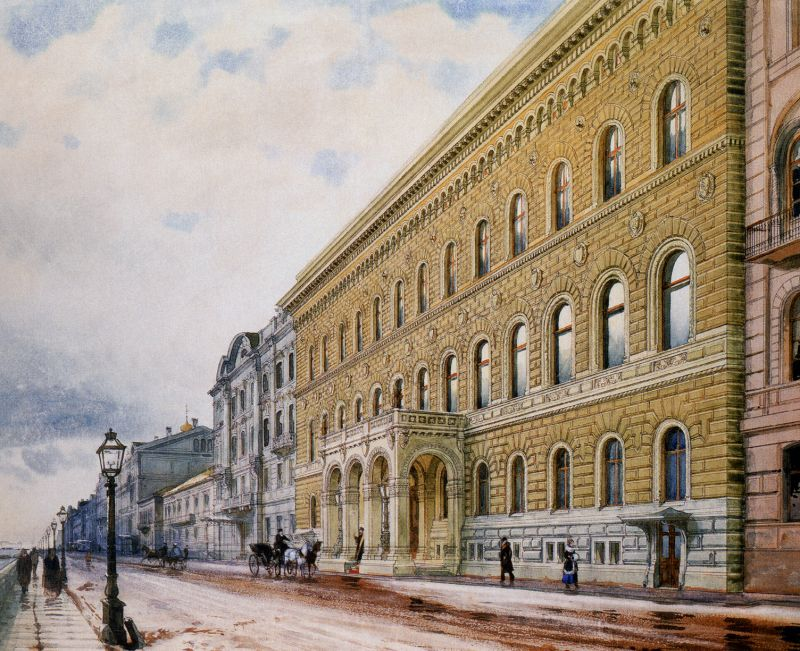
Владимирский дворец в Санкт-Петербурге, 1870-е
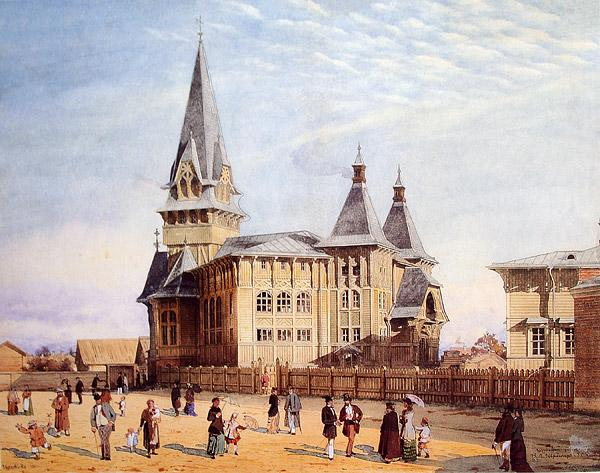
Лютеранская церковь святой Марии
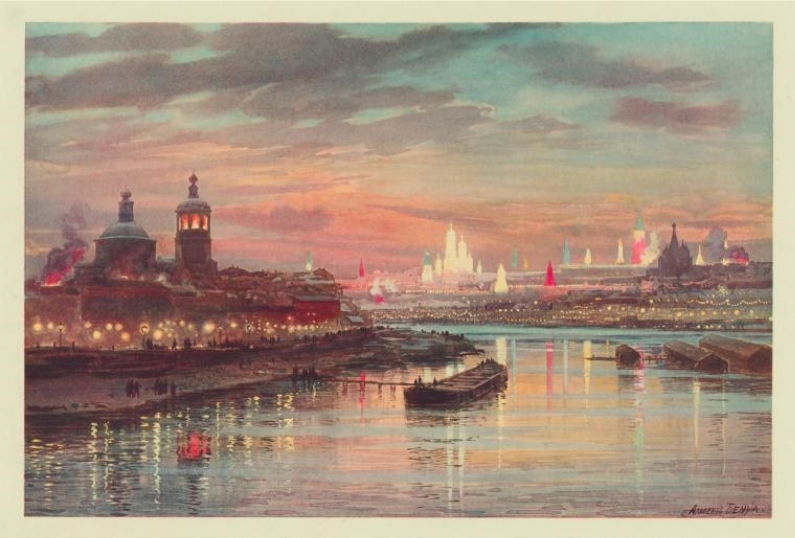
Коронация Николая II, иллюминация в Москве
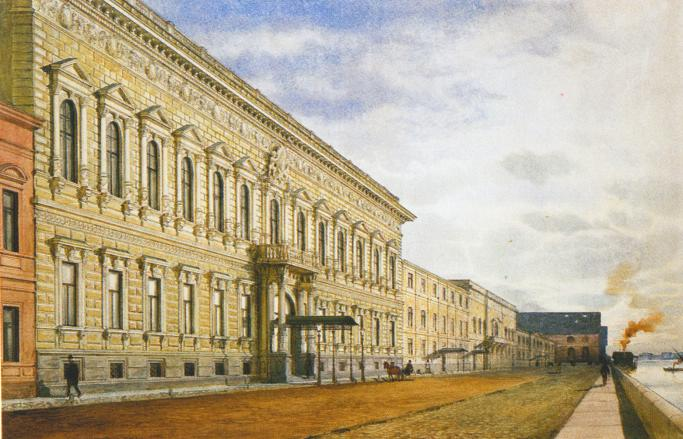
Дворец барона А. Л. Штиглица на Английской набережной
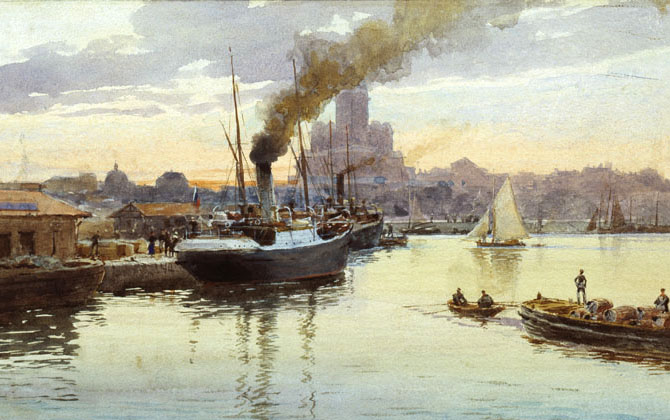
Порт, 1895
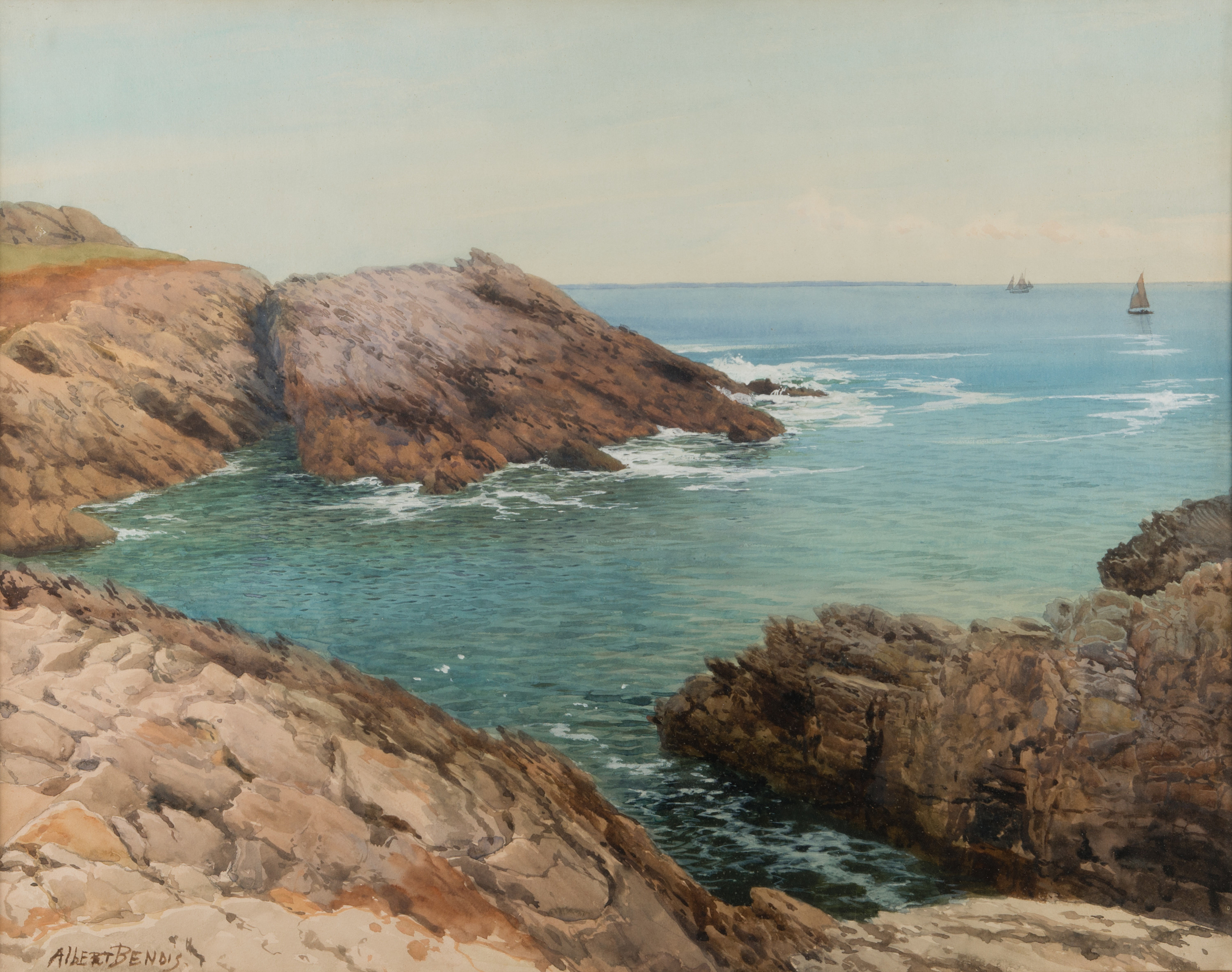
Морской вид
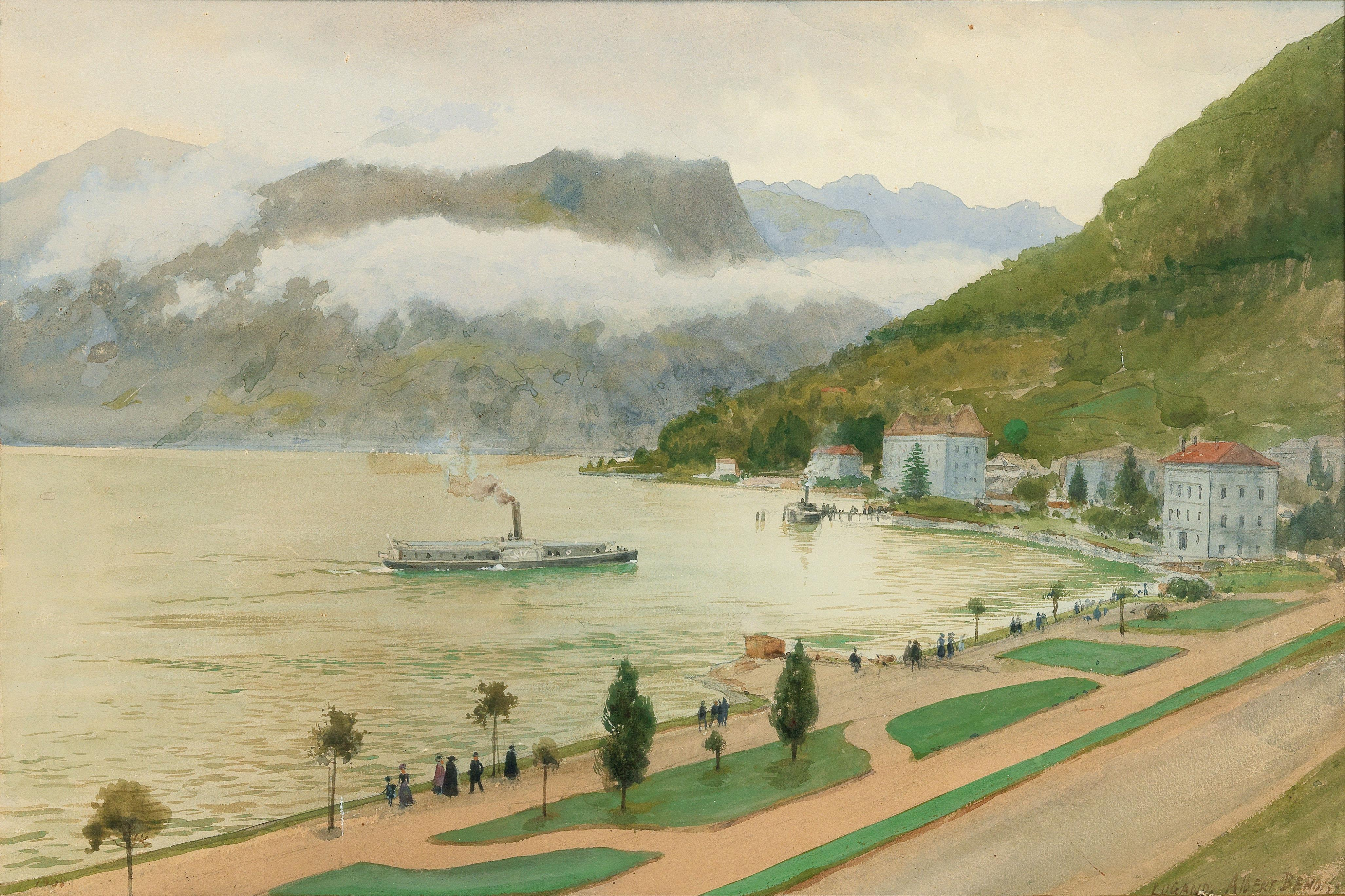
Озеро Лугано

## Семья

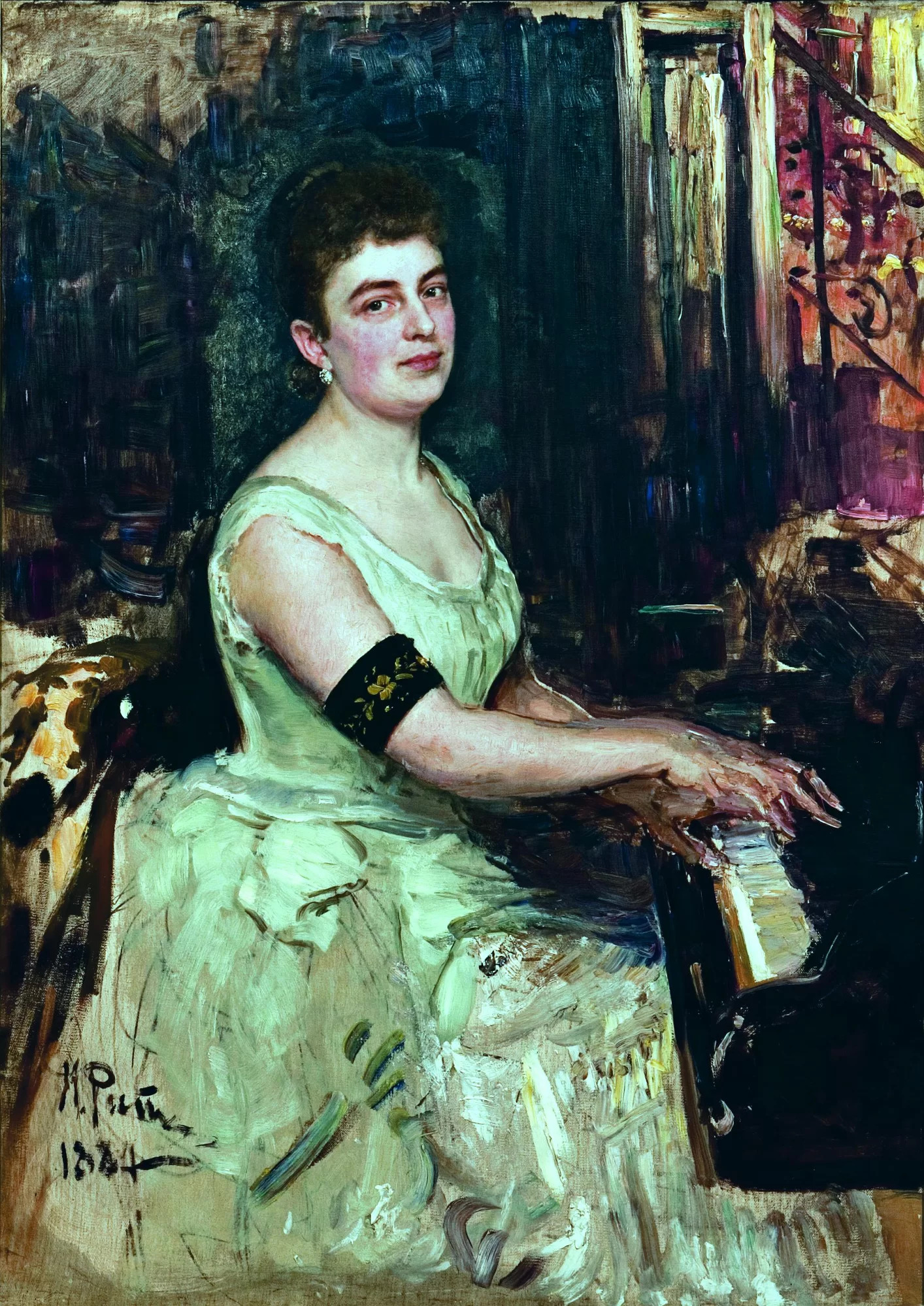
Портрет М. К. Бенуа работы И. Е. Репина

- Его жена (с 1876), Мария Карловна (1855—1909) — дочь музыканта и капельмейстера Карла Ивановича Кинда. Талантливая пианистка. Музыкальное образование получила в Петербургской консерватории, фортепианную игру изучала под руководством профессора Лешетицкого, у которого в 1877 году блестяще окончила курс, удостоившись за прекрасную игру малой золотой медали. По выходе из консерватории она неоднократно и с успехом выступала в различных концертах в симфонических квартетных и камерных собраниях. Их дети:
- Мария (1876—1958). В 1897 году вышла замуж за Н. Н. Черепнина. Оба похоронены на кладбище Сент-Женевьев-де-Буа[6].
- Камилла (17.04.1878, Санкт-Петербург[7] — 04.07.1959, Ванкувер). Была замужем за инженером-путейцем, деятелем белого движения Дмитрием Хорватом.
- Альберт (5.7.1879—1930, Пекин)[8]. Был женат на оперной певице Марии Кузнецовой, дочери живописца академика Н. Д. Кузнецова.
- Николай-Карл (21.08.1881-1938). Был арестован 13 февраля 1938 года по обвинению в шпионаже; 16 ноября 1938 года приговорен к высшей мере наказания и расстрелян[9]. Та же участь постигла его жену Серафиму Михайловну (урожд. Лушкина; 1895—1938[10]). Их дети — Денис[11] и Николай — остались сиротами; судьба Николая неизвестна, а Денис был арестован в 1941 году и приговорён к 10 годам лагерей; в 1949 году освобождён и отправлен в ссылку.

Генеалогическое древо
|                                        |                                        |                                        |                                        |                                        |                                        |  |  |                                      |                                      |                                      |                                      |                                      |                                      |  |  |                                                |                                                |                                                |                                                |                                                |                                                |  |  |                                       |                                       |                                       |                                       |                                       |                                       |  |  | Леонтий (Луи Жюль) Бенуа (1770—1822)          |                                               |                                               |                                               |                                               |                                               |  |  |                                         |                                         |                                         |                                         |                                         |                                         |  |  |                                         |                                         |                                         |                                         |                                         |                                         |  |  |                                   |                                   |                                   |                                   |                                   |                                   |  |  |                                           |                                           |                                           |                                           |                                           |                                           |  |  |  |  |  |  |  |  |  |  |  |  |  |  |  |  |  |  |  |  |  |  |  |  |  |  |  |  |  |  |  |  |  |  |  |  |  |  |  |  |  |  |  |  |  |  |  |  |  |  |  |  |
|                                        |                                        |                                        |                                        |                                        |                                        |  |  |                                      |                                      |                                      |                                      |                                      |                                      |  |  |                                                |                                                |                                                |                                                |                                                |                                                |  |  |                                       |                                       |                                       |                                       |                                       |                                       |  |  |                                               |                                               |                                               |                                               |                                               |                                               |  |  |                                         |                                         |                                         |                                         |                                         |                                         |  |  |                                         |                                         |                                         |                                         |                                         |                                         |  |  |                                   |                                   |                                   |                                   |                                   |                                   |  |  |                                           |                                           |                                           |                                           |                                           |                                           |  |  |  |  |  |  |  |  |  |  |  |  |  |  |  |  |  |  |  |  |  |  |  |  |  |  |  |  |  |  |  |  |  |  |  |  |  |  |  |  |  |  |  |  |  |  |  |  |  |  |  |  |
|                                        |                                        |                                        |                                        |                                        |                                        |  |  |                                      |                                      |                                      |                                      |                                      |                                      |  |  |                                                |                                                |                                                |                                                |                                                |                                                |  |  |                                       |                                       |                                       |                                       |                                       |                                       |  |  |                                               |                                               |                                               |                                               |                                               |                                               |  |  |                                         |                                         |                                         |                                         |                                         |                                         |  |  |                                         |                                         |                                         |                                         |                                         |                                         |  |  |                                   |                                   |                                   |                                   |                                   |                                   |  |  |                                           |                                           |                                           |                                           |                                           |                                           |  |  |  |  |  |  |  |  |  |  |  |  |  |  |  |  |  |  |  |  |  |  |  |  |  |  |  |  |  |  |  |  |  |  |  |  |  |  |  |  |  |  |  |  |  |  |  |  |  |  |  |  |
| Михаил Леонтьевич Бенуа (1799—1867)    | Михаил Леонтьевич Бенуа (1799—1867)    | Михаил Леонтьевич Бенуа (1799—1867)    | Михаил Леонтьевич Бенуа (1799—1867)    | Михаил Леонтьевич Бенуа (1799—1867)    | Михаил Леонтьевич Бенуа (1799—1867)    |  |  | Леонтий Леонтьевич Бенуа (1801—1885) | Леонтий Леонтьевич Бенуа (1801—1885) | Леонтий Леонтьевич Бенуа (1801—1885) | Леонтий Леонтьевич Бенуа (1801—1885) | Леонтий Леонтьевич Бенуа (1801—1885) | Леонтий Леонтьевич Бенуа (1801—1885) |  |  |                                                |                                                |                                                |                                                |                                                |                                                |  |  |                                       |                                       |                                       |                                       |                                       |                                       |  |  | Николай Леонтьевич Бенуа (1813—1898)          | Николай Леонтьевич Бенуа (1813—1898)          | Николай Леонтьевич Бенуа (1813—1898)          | Николай Леонтьевич Бенуа (1813—1898)          | Николай Леонтьевич Бенуа (1813—1898)          | Николай Леонтьевич Бенуа (1813—1898)          |  |  |                                         |                                         |                                         |                                         |                                         |                                         |  |  |                                         |                                         |                                         |                                         |                                         |                                         |  |  | Юлий Леонтьевич Бенуа (1820—1898) | Юлий Леонтьевич Бенуа (1820—1898) | Юлий Леонтьевич Бенуа (1820—1898) | Юлий Леонтьевич Бенуа (1820—1898) | Юлий Леонтьевич Бенуа (1820—1898) | Юлий Леонтьевич Бенуа (1820—1898) |  |  | Александр Леонтьевич Бенуа (1817—1875)    | Александр Леонтьевич Бенуа (1817—1875)    | Александр Леонтьевич Бенуа (1817—1875)    | Александр Леонтьевич Бенуа (1817—1875)    | Александр Леонтьевич Бенуа (1817—1875)    | Александр Леонтьевич Бенуа (1817—1875)    |  |  |  |  |  |  |  |  |  |  |  |  |  |  |  |  |  |  |  |  |  |  |  |  |  |  |  |  |  |  |  |  |  |  |  |  |  |  |  |  |  |  |  |  |  |  |  |  |  |  |  |  |
| Михаил Леонтьевич Бенуа (1799—1867)    | Михаил Леонтьевич Бенуа (1799—1867)    | Михаил Леонтьевич Бенуа (1799—1867)    | Михаил Леонтьевич Бенуа (1799—1867)    | Михаил Леонтьевич Бенуа (1799—1867)    | Михаил Леонтьевич Бенуа (1799—1867)    |  |  | Леонтий Леонтьевич Бенуа (1801—1885) | Леонтий Леонтьевич Бенуа (1801—1885) | Леонтий Леонтьевич Бенуа (1801—1885) | Леонтий Леонтьевич Бенуа (1801—1885) | Леонтий Леонтьевич Бенуа (1801—1885) | Леонтий Леонтьевич Бенуа (1801—1885) |  |  |                                                |                                                |                                                |                                                |                                                |                                                |  |  |                                       |                                       |                                       |                                       |                                       |                                       |  |  | Николай Леонтьевич Бенуа (1813—1898)          | Николай Леонтьевич Бенуа (1813—1898)          | Николай Леонтьевич Бенуа (1813—1898)          | Николай Леонтьевич Бенуа (1813—1898)          | Николай Леонтьевич Бенуа (1813—1898)          | Николай Леонтьевич Бенуа (1813—1898)          |  |  |                                         |                                         |                                         |                                         |                                         |                                         |  |  |                                         |                                         |                                         |                                         |                                         |                                         |  |  | Юлий Леонтьевич Бенуа (1820—1898) | Юлий Леонтьевич Бенуа (1820—1898) | Юлий Леонтьевич Бенуа (1820—1898) | Юлий Леонтьевич Бенуа (1820—1898) | Юлий Леонтьевич Бенуа (1820—1898) | Юлий Леонтьевич Бенуа (1820—1898) |  |  | Александр Леонтьевич Бенуа (1817—1875)    | Александр Леонтьевич Бенуа (1817—1875)    | Александр Леонтьевич Бенуа (1817—1875)    | Александр Леонтьевич Бенуа (1817—1875)    | Александр Леонтьевич Бенуа (1817—1875)    | Александр Леонтьевич Бенуа (1817—1875)    |  |  |  |  |  |  |  |  |  |  |  |  |  |  |  |  |  |  |  |  |  |  |  |  |  |  |  |  |  |  |  |  |  |  |  |  |  |  |  |  |  |  |  |  |  |  |  |  |  |  |  |  |
|                                        |                                        |                                        |                                        |                                        |                                        |  |  |                                      |                                      |                                      |                                      |                                      |                                      |  |  |                                                |                                                |                                                |                                                |                                                |                                                |  |  |                                       |                                       |                                       |                                       |                                       |                                       |  |  |                                               |                                               |                                               |                                               |                                               |                                               |  |  |                                         |                                         |                                         |                                         |                                         |                                         |  |  |                                         |                                         |                                         |                                         |                                         |                                         |  |  |                                   |                                   |                                   |                                   |                                   |                                   |  |  |                                           |                                           |                                           |                                           |                                           |                                           |  |  |  |  |  |  |  |  |  |  |  |  |  |  |  |  |  |  |  |  |  |  |  |  |  |  |  |  |  |  |  |  |  |  |  |  |  |  |  |  |  |  |  |  |  |  |  |  |  |  |  |  |
| Александр Михайлович Бенуа (1862—1944) | Александр Михайлович Бенуа (1862—1944) | Александр Михайлович Бенуа (1862—1944) | Александр Михайлович Бенуа (1862—1944) | Александр Михайлович Бенуа (1862—1944) | Александр Михайлович Бенуа (1862—1944) |  |  | Алексей Леонтьевич Бенуа (1838—1902) | Алексей Леонтьевич Бенуа (1838—1902) | Алексей Леонтьевич Бенуа (1838—1902) | Алексей Леонтьевич Бенуа (1838—1902) | Алексей Леонтьевич Бенуа (1838—1902) | Алексей Леонтьевич Бенуа (1838—1902) |  |  | Екатерина Николаевна Бенуа-Лансере (1850—1933) | Екатерина Николаевна Бенуа-Лансере (1850—1933) | Екатерина Николаевна Бенуа-Лансере (1850—1933) | Екатерина Николаевна Бенуа-Лансере (1850—1933) | Екатерина Николаевна Бенуа-Лансере (1850—1933) | Екатерина Николаевна Бенуа-Лансере (1850—1933) |  |  | Альберт Николаевич Бенуа (1852—1936)  | Альберт Николаевич Бенуа (1852—1936)  | Альберт Николаевич Бенуа (1852—1936)  | Альберт Николаевич Бенуа (1852—1936)  | Альберт Николаевич Бенуа (1852—1936)  | Альберт Николаевич Бенуа (1852—1936)  |  |  | Леонтий Николаевич Бенуа (1856—1928)          | Леонтий Николаевич Бенуа (1856—1928)          | Леонтий Николаевич Бенуа (1856—1928)          | Леонтий Николаевич Бенуа (1856—1928)          | Леонтий Николаевич Бенуа (1856—1928)          | Леонтий Николаевич Бенуа (1856—1928)          |  |  | Михаил Николаевич Бенуа (1862—1931)     | Михаил Николаевич Бенуа (1862—1931)     | Михаил Николаевич Бенуа (1862—1931)     | Михаил Николаевич Бенуа (1862—1931)     | Михаил Николаевич Бенуа (1862—1931)     | Михаил Николаевич Бенуа (1862—1931)     |  |  | Александр Николаевич Бенуа (1870—1960)  | Александр Николаевич Бенуа (1870—1960)  | Александр Николаевич Бенуа (1870—1960)  | Александр Николаевич Бенуа (1870—1960)  | Александр Николаевич Бенуа (1870—1960)  | Александр Николаевич Бенуа (1870—1960)  |  |  | Юлий Юльевич Бенуа (1852—1929)    | Юлий Юльевич Бенуа (1852—1929)    | Юлий Юльевич Бенуа (1852—1929)    | Юлий Юльевич Бенуа (1852—1929)    | Юлий Юльевич Бенуа (1852—1929)    | Юлий Юльевич Бенуа (1852—1929)    |  |  | Александр Александрович Бенуа (1852–1928) | Александр Александрович Бенуа (1852–1928) | Александр Александрович Бенуа (1852–1928) | Александр Александрович Бенуа (1852–1928) | Александр Александрович Бенуа (1852–1928) | Александр Александрович Бенуа (1852–1928) |  |  |  |  |  |  |  |  |  |  |  |  |  |  |  |  |  |  |  |  |  |  |  |  |  |  |  |  |  |  |  |  |  |  |  |  |  |  |  |  |  |  |  |  |  |  |  |  |  |  |  |  |
| Александр Михайлович Бенуа (1862—1944) | Александр Михайлович Бенуа (1862—1944) | Александр Михайлович Бенуа (1862—1944) | Александр Михайлович Бенуа (1862—1944) | Александр Михайлович Бенуа (1862—1944) | Александр Михайлович Бенуа (1862—1944) |  |  | Алексей Леонтьевич Бенуа (1838—1902) | Алексей Леонтьевич Бенуа (1838—1902) | Алексей Леонтьевич Бенуа (1838—1902) | Алексей Леонтьевич Бенуа (1838—1902) | Алексей Леонтьевич Бенуа (1838—1902) | Алексей Леонтьевич Бенуа (1838—1902) |  |  | Екатерина Николаевна Бенуа-Лансере (1850—1933) | Екатерина Николаевна Бенуа-Лансере (1850—1933) | Екатерина Николаевна Бенуа-Лансере (1850—1933) | Екатерина Николаевна Бенуа-Лансере (1850—1933) | Екатерина Николаевна Бенуа-Лансере (1850—1933) | Екатерина Николаевна Бенуа-Лансере (1850—1933) |  |  | Альберт Николаевич Бенуа (1852—1936)  | Альберт Николаевич Бенуа (1852—1936)  | Альберт Николаевич Бенуа (1852—1936)  | Альберт Николаевич Бенуа (1852—1936)  | Альберт Николаевич Бенуа (1852—1936)  | Альберт Николаевич Бенуа (1852—1936)  |  |  | Леонтий Николаевич Бенуа (1856—1928)          | Леонтий Николаевич Бенуа (1856—1928)          | Леонтий Николаевич Бенуа (1856—1928)          | Леонтий Николаевич Бенуа (1856—1928)          | Леонтий Николаевич Бенуа (1856—1928)          | Леонтий Николаевич Бенуа (1856—1928)          |  |  | Михаил Николаевич Бенуа (1862—1931)     | Михаил Николаевич Бенуа (1862—1931)     | Михаил Николаевич Бенуа (1862—1931)     | Михаил Николаевич Бенуа (1862—1931)     | Михаил Николаевич Бенуа (1862—1931)     | Михаил Николаевич Бенуа (1862—1931)     |  |  | Александр Николаевич Бенуа (1870—1960)  | Александр Николаевич Бенуа (1870—1960)  | Александр Николаевич Бенуа (1870—1960)  | Александр Николаевич Бенуа (1870—1960)  | Александр Николаевич Бенуа (1870—1960)  | Александр Николаевич Бенуа (1870—1960)  |  |  | Юлий Юльевич Бенуа (1852—1929)    | Юлий Юльевич Бенуа (1852—1929)    | Юлий Юльевич Бенуа (1852—1929)    | Юлий Юльевич Бенуа (1852—1929)    | Юлий Юльевич Бенуа (1852—1929)    | Юлий Юльевич Бенуа (1852—1929)    |  |  | Александр Александрович Бенуа (1852–1928) | Александр Александрович Бенуа (1852–1928) | Александр Александрович Бенуа (1852–1928) | Александр Александрович Бенуа (1852–1928) | Александр Александрович Бенуа (1852–1928) | Александр Александрович Бенуа (1852–1928) |  |  |  |  |  |  |  |  |  |  |  |  |  |  |  |  |  |  |  |  |  |  |  |  |  |  |  |  |  |  |  |  |  |  |  |  |  |  |  |  |  |  |  |  |  |  |  |  |  |  |  |  |
|                                        |                                        |                                        |                                        |                                        |                                        |  |  |                                      |                                      |                                      |                                      |                                      |                                      |  |  | Зинаида Серебрякова (1884—1967)                | Зинаида Серебрякова (1884—1967)                | Зинаида Серебрякова (1884—1967)                | Зинаида Серебрякова (1884—1967)                | Зинаида Серебрякова (1884—1967)                | Зинаида Серебрякова (1884—1967)                |  |  | Альберт Альбертович Бенуа (1879—1930) | Альберт Альбертович Бенуа (1879—1930) | Альберт Альбертович Бенуа (1879—1930) | Альберт Альбертович Бенуа (1879—1930) | Альберт Альбертович Бенуа (1879—1930) | Альберт Альбертович Бенуа (1879—1930) |  |  | Надежда Леонтьевна Бенуа-Устинова (1895—1975) | Надежда Леонтьевна Бенуа-Устинова (1895—1975) | Надежда Леонтьевна Бенуа-Устинова (1895—1975) | Надежда Леонтьевна Бенуа-Устинова (1895—1975) | Надежда Леонтьевна Бенуа-Устинова (1895—1975) | Надежда Леонтьевна Бенуа-Устинова (1895—1975) |  |  | Константин Михайлович Бенуа (1885—1950) | Константин Михайлович Бенуа (1885—1950) | Константин Михайлович Бенуа (1885—1950) | Константин Михайлович Бенуа (1885—1950) | Константин Михайлович Бенуа (1885—1950) | Константин Михайлович Бенуа (1885—1950) |  |  | Николай Александрович Бенуа (1901—1988) | Николай Александрович Бенуа (1901—1988) | Николай Александрович Бенуа (1901—1988) | Николай Александрович Бенуа (1901—1988) | Николай Александрович Бенуа (1901—1988) | Николай Александрович Бенуа (1901—1988) |  |  |                                   |                                   |                                   |                                   |                                   |                                   |  |  | Альберт Александрович Бенуа (1888—1960)   | Альберт Александрович Бенуа (1888—1960)   | Альберт Александрович Бенуа (1888—1960)   | Альберт Александрович Бенуа (1888—1960)   | Альберт Александрович Бенуа (1888—1960)   | Альберт Александрович Бенуа (1888—1960)   |  |  |  |  |  |  |  |  |  |  |  |  |  |  |  |  |  |  |  |  |  |  |  |  |  |  |  |  |  |  |  |  |  |  |  |  |  |  |  |  |  |  |  |  |  |  |  |  |  |  |  |  |
|                                        |                                        |                                        |                                        |                                        |                                        |  |  |                                      |                                      |                                      |                                      |                                      |                                      |  |  | Зинаида Серебрякова (1884—1967)                | Зинаида Серебрякова (1884—1967)                | Зинаида Серебрякова (1884—1967)                | Зинаида Серебрякова (1884—1967)                | Зинаида Серебрякова (1884—1967)                | Зинаида Серебрякова (1884—1967)                |  |  | Альберт Альбертович Бенуа (1879—1930) | Альберт Альбертович Бенуа (1879—1930) | Альберт Альбертович Бенуа (1879—1930) | Альберт Альбертович Бенуа (1879—1930) | Альберт Альбертович Бенуа (1879—1930) | Альберт Альбертович Бенуа (1879—1930) |  |  | Надежда Леонтьевна Бенуа-Устинова (1895—1975) | Надежда Леонтьевна Бенуа-Устинова (1895—1975) | Надежда Леонтьевна Бенуа-Устинова (1895—1975) | Надежда Леонтьевна Бенуа-Устинова (1895—1975) | Надежда Леонтьевна Бенуа-Устинова (1895—1975) | Надежда Леонтьевна Бенуа-Устинова (1895—1975) |  |  | Константин Михайлович Бенуа (1885—1950) | Константин Михайлович Бенуа (1885—1950) | Константин Михайлович Бенуа (1885—1950) | Константин Михайлович Бенуа (1885—1950) | Константин Михайлович Бенуа (1885—1950) | Константин Михайлович Бенуа (1885—1950) |  |  | Николай Александрович Бенуа (1901—1988) | Николай Александрович Бенуа (1901—1988) | Николай Александрович Бенуа (1901—1988) | Николай Александрович Бенуа (1901—1988) | Николай Александрович Бенуа (1901—1988) | Николай Александрович Бенуа (1901—1988) |  |  |                                   |                                   |                                   |                                   |                                   |                                   |  |  | Альберт Александрович Бенуа (1888—1960)   | Альберт Александрович Бенуа (1888—1960)   | Альберт Александрович Бенуа (1888—1960)   | Альберт Александрович Бенуа (1888—1960)   | Альберт Александрович Бенуа (1888—1960)   | Альберт Александрович Бенуа (1888—1960)   |  |  |  |  |  |  |  |  |  |  |  |  |  |  |  |  |  |  |  |  |  |  |  |  |  |  |  |  |  |  |  |  |  |  |  |  |  |  |  |  |  |  |  |  |  |  |  |  |  |  |  |  |
|                                        |                                        |                                        |                                        |                                        |                                        |  |  |                                      |                                      |                                      |                                      |                                      |                                      |  |  |                                                |                                                |                                                |                                                |                                                |                                                |  |  |                                       |                                       |                                       |                                       |                                       |                                       |  |  | Питер А. Устинов (1921—2004)                  | Питер А. Устинов (1921—2004)                  | Питер А. Устинов (1921—2004)                  | Питер А. Устинов (1921—2004)                  | Питер А. Устинов (1921—2004)                  | Питер А. Устинов (1921—2004)                  |  |  | Михаил Константинович Бенуа (1912—1955) | Михаил Константинович Бенуа (1912—1955) | Михаил Константинович Бенуа (1912—1955) | Михаил Константинович Бенуа (1912—1955) | Михаил Константинович Бенуа (1912—1955) | Михаил Константинович Бенуа (1912—1955) |  |  |                                         |                                         |                                         |                                         |                                         |                                         |  |  |                                   |                                   |                                   |                                   |                                   |                                   |  |  |                                           |                                           |                                           |                                           |                                           |                                           |  |  |  |  |  |  |  |  |  |  |  |  |  |  |  |  |  |  |  |  |  |  |  |  |  |  |  |  |  |  |  |  |  |  |  |  |  |  |  |  |  |  |  |  |  |  |  |  |  |  |  |  |

## Комментарии
1. ↑  Растиражированные в литературе и онлайн-источниках (в том числе в монографии Е. Савиновой) утверждения, по которым в 1926 году Альберт Бенуа был якобы избран членом французской Академии изящных искусств[1][2], бездоказательны.